# 동경로
동경로(東京路)는 금나라가 설치한 로중 하나로 지금의 요동반도일대를 통치하던 행정구역이었다.금나라가 요나라를 멸망시킨 후 동경도에 속한 요동반도 지역에 설치했다. 1부 1속절진(節鎭) 4군 17현 5진을 관할했다. 1144년(금 황통 4년) 2월에 동경신궁을 설립하고 침전(寢殿)은보녕전(保寧殿), 연전(宴殿)을 가혜전(嘉惠殿), 전후 정문을 각각 천화문(天華門), 건정문(乾貞門)으로 칭했다. 동년 7월, 종묘와 효령궁(孝寗宮)을 세웠다.1212년, 몽골 제국의 장군 제베의 공격으로 함락되었고 다음해인 1213년 금나라의 거란족 장군이었던 야율유가가 요동에 동요(東遼)를 건국했으나, 바로 몽골제국에 귀부하면서 멸망했다. 하지만 이에 반발한 거란족 유민들이 고려를 침략하면서 대몽 항쟁이 시작되었다.

## 행정구역

### 요양부
요양부 참조

### 등주(澄州)
해주참고

### 심주(瀋州)
심주 참고

### 귀덕주(貴德州)
하급주로 자사를 두었다. 금나라초에 요의 영원군을 폐하고 군을 폐했다. 20,896호의 주민들이 살았다. 2현을 살았다.
| 현명   | 한자   | 대략적 위치                     | 비고                                          |
| ------ | ------ | ------------------------------- | --------------------------------------------- |
| 귀덕기 | 貴德倚 | 푸순 시                         | 범하(範河)가 있다.                            |
| 봉집현 | 奉集縣 | 선양 시 동남 진상둔진(陳相屯鎭) | 요나라의 집주를 현으로 격하했다. 혼하가 있다. |

### 래원주(來遠州)
하급주로 본래 숙여진이 살던 래원성이었지만 1182년(대정 22년)에 주로 격상시켰다.

### 파속부로(婆速府路)
금나라초에 통군사를 두었다가 1150년(천덕 2년) 총관부를 두었다. 1153년(정원 원년)에 갈라로와 함께 총관을 두었다가 파속부로 병마도총관을 겸하게 했다. <독사방여기요>에 따르면 당대의 옛 성은 요동도사 동남쪽170리거리에 있었다고 전해진다.
금나라 멸망이후 원나라는 발음착오로 인해 파사부(婆娑府)로 부명을 개명했다.